# ヤン・ファン・エルセラック
ヤン・ファン・エルセラック（Jan van ElseracqまたはElzerach）は、マクシミリアン・ル・メールの後任の出島オランダ商館商館長で、1641年から1642年までと、1643年から1644年にその職にあった。部下の一人に、後にケープ植民地を建設するヤン・ファン・リーベックがいた。
エルセラックはデルフトに生まれ、東インド会社に勤務した。既に1633年には下級商務員として平戸商館に勤務しており、1639年後半に上級商務員に累進した。フランソワ・カロンおよびル・メールの下で次席商館員として両人を補佐した。商館長参府の折には平戸商館に在って留守居を勤めた。
1641年11月1日、ル・メールの離任に際して長崎出島の商館長に就任した。前年にル・メールに与えられた命令に従い、商館長は毎年江戸に参府し、ポルトガルおよびスペインの動きを伝えることになっていた。エルセラックもその命令に従い、1642年1月21日に将軍徳川家光に拝謁している。
翌年10月28日に後任の上級商務員ピーテル・アントニスゾーン・オーフルトワーテルに職を委ねてバタヴィアに赴いた。1643年1月5日にバタヴィア司法委員会の参事に任命された。
その後、トンキンに渡航してトンキン貿易を査察したのち長崎に向かい、オーフルトワーテルの後任として1643年9月8日より再度、商館長を務めた。12月11日、オーフルトワーテルと共に将軍徳川家光に拝謁した。この年の7月28日に盛岡藩領である陸奥国山田浦（現在の岩手県山田町）に漂着して船長らが上陸したところ、盛岡藩に捕えられて乗員は江戸に護送されていた。このブレスケンス号の10人のオランダ人達を解放することも参府の目的のひとつであった。ブレスケンス号は宣教師の潜入や日本への領土的野心を目的とするものではないと釈明したのを幕府が了解し、12月24日に船員たちは解放された（ブレスケンス号事件）。
エルセラックは1644年11月14日までその職にあり、1645年1月、帰国船団の司令官として故国に戻った。

## 参考
- 東京大学史料編纂所　日本関係海外史料　オランダ商館長日記　訳文編之六